# Гвиана
Вижте пояснителната страница за други значения на Гвиана.
Кооперативна република Гвиа̀на (на английски: Co-operative Republic of Guyana), бивша Британска Гвиана, е държава в Североизточна Южна Америка.
Наричана е на български също и Гаяна (от произношението „Гая̀на“ на английски – официалния им език) за разграничаване от другите понятия Гвиана – географската област Гвиана и нейните други части: бившата Нидерландска Гвиана (сега Република Суринам), Френска Гвиана, бившата Испанска Гвиана (сега регион Гвиана във Венецуела), бившата Бразилска Гвиана (сега щат Амапа на Бразилия).

## Държавно устройство
Гвиана е демократична полупрезидентска република, където президентът е главата на правителството. изпълнителната власт на държавата е в ръцете на правителството, а законодателната власт e в ръцете на народното събрание и на правителството.

### Войска
Гаянската войска в съставена от сухопътни сили, военновъздушни сили и морски сили. 155 058 мъже са подходящи да служат в армията през 2002 г. За поддръжка на гаянската армия държавата трябва да плаща 1,6% от своя брутен вътрешен продукт.
Гаянската армия разполага с 3 самолета и 3 хеликоптера.

## История
Първите европейци пристигат в района около 1500 г. и заварват местно население от американски индианци от племената араваки и кариби. В началото на XVII век холандците поставят начало на европейски селища, като основават 3 колонии: Есекибо (1616), Бърбайс (1627) и Демерара (1752). През втората половина на XVIII век контролът преминава към англичаните и холандците официално се оттеглят през 1814 г. Трите колонии стават официално владение на британската корона под името Британска Гвиана през 1831 г.
След забраната на робството през 1834 г. негрите се установяват в отделни селища, а за работа на захарните плантации пристигат и работници от Индия, Китай и Португалия, които работят само срещу прехрана и подслон. Това културно многообразие се е запазило оттогава и е причина за бурен политически живот. Гвиана получава независимост от Обединеното кралство през 1966 г., а е обявена за Кооперативна република през 1970, оставайки в рамките на Британската общност на нациите.
През 1978 г. страната влиза в световните новини с масовото самоубийство на над 900 души от сектата на Джим Джоунс в тяхната комуна в джунглите на Гвиана.

## География
Гвиана е разположена в северната част на Южна Америка. На североизток, на протежение от 480 km се мие от водите на Атлантическия океан. На изток граничи със Суринам (дължина на границата 625 km), на юг и югозапад – с Бразилия (1225 km) и на северозапад – с Венецуела (672 km). Обща дължина на сухоземните граници, в т.ч. речни е 2522 km. Дължината ѝ от север на юг е 805 km, от запад на изток – до 470 km, а общата площ е 214 970 km².
Крайни точки:
- крайна северна точка – 8°33′02″ с. ш. 60°00′16″ з. д. / 8.550556° с. ш. 60.004444° з. д., граница с Венецуела (спорна), на брега на Атлантическия океан.
- крайна южна точка – 1°10′10″ с. ш. 58°49′25″ з. д. / 1.169444° с. ш. 58.823611° з. д., граница с Бразилия.
- крайна западна точка – 5°56′47″ с. ш. 61°24′39″ з. д. / 5.946389° с. ш. 61.410833° з. д., граница с Венецуела (спорна).
- крайна източна точка – 1°56′48″ с. ш. 56°28′17″ з. д. / 1.946667° с. ш. 56.471389° з. д., граница с Бразилия и Суринам (спорна).

### Брегове, релеф
Бреговете на страната са ниски и неотчетливо изразени, тъй като по време на отлив се осушава широка (до 7 – 10 km) ивица, която при прилив се залива, в т.ч. и крайбрежната растителност, съставена от мангрови гори.
Северните и североизточните части на Гвиана са заети от акумулативна заблатена низина, разширяваща се на изток. Централните и южните части попадат в пределите на Гаянската планинска земя. Най-високопланинска е западната, централна част на страната заета от източните разклонения на планината Сиера Пакарайма. В нея, на границата с Венецуела и Бразилия се издига планинския масив Рорайма с върховете Аянгана (2042 m) и Рорайма 2772 m, най-високата точка на Гвиана. Гаянската планинска земя се счита за една от най-старата земна суша на планетата, чиито високи върхове (тепуи) са изградени от пясъчници и са били оформяни от проливните тропически дъждове, ветровете и ерозията. В този покрит с гъсти екваториални гори район се намират и някои от най-големите водопади в света, като особено впечатляващ е Кайетур на река Потаро (ляв приток на Есекибо. Източните централни части на Гвиана са заети от хълмиста равнина, която на юг постепенно преминава в ниски платообразни височини: Кануку, Амуку, Камоа (1009 m), Сиера Акараи (906 m), като последните две се простират по границата с Бразилия.

### Геоложки стоеж, полезни изкопаеми
В геоложко отношение цокълът на Гвианската планинска земя се явява част от Гвианския щит. Неговата южна част се заема от древно (над 3 млрд. години) катархайско ядро, изградено от гнайси, гранулити и мигматизировани гранити от групата на рупунунитите. В централните и северни части влизат метаморфозирани седиментни и ефузивни скали, изграждащи нагънати архайски и долнопротерозойски пояси с внедрени в тях „млади“ (до 2 млрд. години) гранити. Консолидацията на щита е протичала до карелската (среден палеозой) нагъвателна епоха, след което не е била подлагана на други нагъвателни движения. Архайският пояс на запад е покрит с чехъл от червеноцветни пластове (пясъчници и трапи) от т.нар. формация Рорайма, пронизани от дайки и силитови долерити с възраст около 1,7 млрд. години.
С „младите“ гранити са свързани находищата на злато, ниобий (колумбит). Към протерозойските структури са привързани находищата на диаманти, а към изветрителната кора – големите находища на боксити (общите запаси се изчисляват на около 150 млн. т) и манганови руди.

### Климат, води
Климатът на Гвиана е субекваториален, горещ и влажен. Средната годишна температура в столицата Джорджтаун е от 26°С до 28°С, а годишната сума на валежите 2230 mm, с минимум през есента.
Реките на Гвиана не са сред най-дългите, но са изключително пълноводни поради изобилните тропически дъждове. Теченията им изобилстват от прагове и водопади и само най-големите от тях са плавателни в устиевите си участъци. Най-голямата река в страната е Есекибо, която със своята дължина от 1014 km пресича почти цялата страна от юг на север и образува голям водосборен басейн. Други по-големи реки са: Корантайн (724 km, по границата със Суринам), Куюни (618 km), Бербис (595 km), Деверара (346 km). В югозападната част, по границата с Бразилия протичат реките Иренг и Такуту от басейна на река Амазонка.

### Растителност, животински свят
Дъждовните екваториални гори на Гвиана са много слабо изследвани. На много места в тази страна все още не е стъпвал човешки крак. Много от растенията и животните в нея все още са непознати за науката. Гвиана е с изключително разнообразен растителен и животински свят. Тя е сред страните в света с най-голямо биоразнообразие, въпреки сравнително малката си площ. Освен това природата тук е може би най-слабо засегната от човека. Територията на страната е покрита почти изцяло с екваториални и тропични гори богати на растителни видове, сред които множество орхидеи, бромелии, сумамейри (дървета, достигащи височина 60 – 80 метра), палми, фикуси и др. Животинският свят също е много богат: тапири, много видове маймуни, мравояди, пуми, ягуари, оцелоти, ленивци с колосален брой видове сред бозайниците, птиците и влечугите – първите представени от над 1600 вида, огромен брой за страна с площ 214 970 km2, като най-забележителни са множеството папагали, сред които и хиацинтов ара (най-големият от всички папагали); туканите; малките колибри; трогоните и др., а от влечугите – анаконда (най-голямата змия в света, достигаща дължина 11 m; гигантските змии боа и питони; крокодили и алигатори, сред които и черен кайман (един от най-големите крокодили в света); игуани и др. Най-богати са флората и фауната в западната част на Гвиана близо до границата с Венецуела, където се издигат планините Пакарайма с техните върхове „тепуи“. Това е едно от местата с най-голямо биоразнообразие в света като много от местните видове са ендемити, т.е. срещат се само тук.

## Териториален спор
В края на XIX век след откриването на диаманти и злато в Гвиана Венецуела предявява териториални претенции към земите западно от река Есекибо. Те имат площ около 160 000 km2, което е около три четвърти от цялата площ на Гвиана. Тези териториални претенции са били повтаряни от всички президенти на Венецуела, включително Уго Чавес и Николас Мадуро.
Но, Историята на спора е много по-стара. Започва с времето, когато цялата Северна половина от континента е била испанско владение и онова, което днес е Венецуела е била част от испанска провинция, включваща Есекибо. След Боливарската война и освобождаването от колониалното владичество на Испания, на територията на някогашната испанска колония наречена Вицекралство Нова Гранада се образува (1819-та година) на територията на вицекралството една държава, наречена Велика Колумбия (в началото на 19-ти век само Колумбия, но за разграничаване от днешната държава сега е добавено Велика), включваща територията на днешните Колумбия, Венецуела, Еквадор и Панама, както и части от Коста Рика, Перу, Бразилия и Гвиана. След само 12 години тя се разпада. Венецуела окончателно се отделя от Велика Колумбия през 1830 г. И оттогава датират претенциите за региона Есекибо първо към англичаните. В края на 18 век Великобритания започва да присъединява области от тогавашното испанско Генерално капитанство Венецуела, което е част от Вицекралство Нова Гранада. Сред тях - остров Тринидад и части от това, което днес е известно като Есекибо. След Виенския конгрес през 1814-1815 г. тези окупирани територии остават във владение на британците, въпреки че е трябвало да бъдат върнати на Испания и Нидерландия. През 1899 година с арбитражно решение е начертана днешната международно призната граница. Венецуела не признава това решение, като твърди, че не е била представлявана добре в арбитражното дело, а англичаните са повлияли незаконно на арбитрите (в което не е трудно да се повярва). Гвиана става независима държава през 1966, а претенциите на Каракас са прехвърлени към нея
В допълнение Суринам има претенции към част от Югоизточна Гвиана поради откриването на нефт в района.

## Административно деление
Гвиана е разделена на 10 района (на английски: regions).
| №  | Район                            | Площ в km² | Население | Население на km² | Карта |
| -- | -------------------------------- | ---------- | --------- | ---------------- | ----- |
| 1  | Барима-Уейни                     | 20 339     | 24 275    | 1,2              |       |
| 2  | Померун-Супенам                  | 6195       | 49 253    | 8,0              |       |
| 3  | Острови Есекибо-Западен Демерара | 2232       | 103 061   | 46,2             |       |
| 4  | Демерара-Махайка                 | 1843       | 310 320   | 168,4            |       |
| 5  | Махайка-Бърбайс                  | 3755       | 52 428    | 14,0             |       |
| 6  | Източен Бърбайс-Корънтайн        | 36 234     | 123 695   | 3,4              |       |
| 7  | Каюни-Мазаруни                   | 47 213     | 17 597    | 0,3              |       |
| 8  | Потаро-Сипаруни                  | 20 051     | 10 095    | 0,5              |       |
| 9  | Горен Такуту-Горен Есекибо       | 57 750     | 19 387    | 0,3              |       |
| 10 | Горен Демерара-Бърбайс           | 19 387     | 41 112    | 2,1              |       |
|    | Гвиана                           | 214 999    | 751 223   | 3,49             |       |

Районите на Гвиана се делят на 27 общини (на английски: neighborhood councils в превод квартални съвети).

## Население и демография
Населението на Гвиана е около 772 298 души през 2009 година, от които 90% живеят на бреговата линия (която заема 10% от площта на държавата). Ширината на гаянската брегова линия варира от 15 до 60 km.
От десетилетия в страната има напрежение на расова основа между основните етнически общности, които имат съответно индийски и африкански произход.
През 2002 година най-голямата етническа група в Гвиана са хората с индийско потекло, които съставляват 43,5% от гаянското население. След тях са тези с африкански произход, които наброяват 30,2% от населението. Трети са хората със смесен произход (16,7% от населението). 10% от гаянското население е съставено от туземци, а най-малките етнически групи са европейците, които наброяват около 1500 души и китайци, които наброяват 1000.

### Религия
През 2002 година, 57% от хората в Гвиана са били християни (от които 16,9% петдесятни християни, 8,1% католици, 6,9% англикани и 5% адвентисти), 23,4% индуисти, 7,3% мюсюлмани и останалите 7% от хората са били атеисти или вярващи в повече от един бог.

## Други
- Комуникации в Гвиана
- Транспорт в Гвиана
- Армия на Гвиана
- Външна политика на Гвиана